# CartoLander
 (novembre 2012).
Si vous disposez d'ouvrages ou d'articles de référence ou si vous connaissez des sites web de qualité traitant du thème abordé ici, merci de compléter l'article en donnant les références utiles à sa vérifiabilité et en les liant à la section « Notes et références ».
CartoLander est un logiciel SIG (Système d'information géographique) de terrain édité par la société Géo.RM  en France.
CartoLander s'adresse aux opérateurs, techniciens et ingénieurs de terrain qui ont besoin de la topographie sans être eux-mêmes topographes. Il fonctionne sur les tablettes dans l'environnement Windows. c'est un additif aux logiciels MapInfo, QGis et AutoCAD.

## Possibilités
Sans avoir de connaissances particulière en cartographie, le logiciel permet sur le terrain :
- De connaitre sa position grâce au GPS,
- De consulter ses cartes et ses plans,
- De lire et de modifier les fiches de renseignements,
- De capturer via le GPS ou de dessiner à l'aide du stylet les nouveaux objets géographiques,
- De suivre ses interventions ou ses travaux.

Il existe depuis 2001.